# 網子
網子（あみこ）とは、網元（網主）に従属してその指揮下にて漁業に携わる人。

## 概要
中層以下の農民・小作人またはその子弟が、網主に証文と引換に前借金を得て網子となった。1代で前借金を返すことが出来ず、あたかも譜代の網子のような人々も存在した。
網元の下には多数の網子が存在しており、水揚高から経費を差し引いた残りを網主と網子の間で分割した。通常は網主が半分を獲得し、残りを網子が獲得して人数に応じて分配した。この際、1人あたりの取り分を代（しろ）または当り（あたり）と呼び、通常は1人あたり1代であったが、船頭や漁労長などは役代を含めて2代・3代と獲得することが許される場合もあった。
こうした仕組は江戸時代から漁業の近代化によって網元制度が解体される昭和戦後期まで続いた。